# Renegade: Battle for Jacob's Star
Renegade: Battle for Jacob's Star est un jeu vidéo de simulation publié par Strategic Simulations à partir de 1995 sur IBM PC. Le jeu fait suite à Renegade Legion: Interceptor mais propose un gameplay différent. Il se déroule dans un univers de science-fiction et simule des affrontements entre des vaisseaux spatiaux.

## Accueil
| Renegade: Battle for Jacob's Star |      |       |
| Média                             | Nat. | Notes |
| Computer Gaming World             | US   | 3/5   |
| Gen4                              | FR   | 83 %  |
| Joystick                          | FR   | 88 %  |
| PC Gamer UK                       | GB   | 85 %  |
| PC Gamer US                       | US   | 75 %  |